# Київпроект

Будинок Київпроекту (арх. Вадим Огур і Валентина Козлова)

У 1937 році на базі окремих архітектурних майстерень була створена єдина архітектурна майстерня «Київміськпроект». Тут зосереджувались найкращі архітектурні сили на чолі з містобудівниками І. Медгаузом, В. Риковим, М. Холостенком, М. Шехоніним.
У 40-х роках у зв'язку з перенесенням столиці розпочалося активне будівництво громадських і житлових будинків у Києві. Впорядковувалися бульвари, вулиці та головні магістралі міста, закладалися основи розвитку його інженерних мереж та комунікацій. Творчу роботу «Київміськпроекту» перервала війна, яка спричинила велику руйнацію житлового фонду, пам'яток історії та архітектури.
У 1944 році, після звільнення Києва, для відновлення столиці було організовано Державні архітектурно-проєктні майстерні під керівництвом В.Єлізарова. В 1945—1946 роках в його складі було створено бюро генерального плану та бюро експериментального проєктування та типізації. Справжнім іспитом на творчу зрілість стала відбудова у 1947 році Хрещатика. У творчому змаганні взяли участь провідні зодчі Москви, Ленінграда, Києва, Одеси, Харкова. Проєктування доручили колективу «Київпроект», який представляли О. Власов (керівник), А. Добровольський, В.Єлізаров, О. Заваров, О. Маліновський, Б.Приймак, В. Созанський. Великий обсяг будівельних робіт у зруйнованому війною місті сприяв тому, що у 1951 р. Державні архітектурні майстерні було реорганізовано у Державний інститут по проєктуванню — «Київпроект».
В послужному списку компанії розробка усіх повоєнних генеральних планів столиці, роботи з комплексної забудови міських територій, формування системи загальноміського центру, реконструкція будинків та споруд, створення сучасних містобудівних ансамблів, об'єктів соціальної сфери та житла.
В стінах «Київпроекту» запроєктована майже вся транспортна та інженерна інфраструктура міста Києва. Це магістральні вулиці, шляхопроводи, мости, естакади та тунелі, пішохідні переходи, підземні переходи з сучасним використанням підземного простору, тролейбусні лінії, лінії швидкісного трамваю, водогони та каналізаційні колектори, насосні станції, очисні споруди, артезіанські свердловини, теплові магістралі, котельні тощо.
Останніми роками в діяльності «Київпроекту» відбулися принципові зміни. Проведена необхідна в ринкових умовах структурна реорганізація, змінена інвестиційна діяльність, приймаються на роботу молоді спеціалісти, оновлюються основні фонди, підвищується технічна оснащеність підприємства, реалізуються внутрішні соціальні програми.
У 2001 р. АТ «Київпроект», за вагомий внесок у містобудівельний розвиток та розбудову Києва був нагороджений орденом «За трудові досягнення» IV ст. висока якість нашої продукції, відповідно до європейських стандартів, визначена міжнародним призом «Європейська якість».
Якість організації проєктних робіт та проєктної продукції підтверджено міжнародним сертифікатом якості ISO 9001:2000.
АТ «Київпроект» має державну ліцензію, АА № 499660, що дозволяє виконувати весь спектр проєктних робіт:
- розробку генерального плану міста, його земельного кадастру, визначення земельних ділянок під забудову;
- повний комплекс послуг по збору вихідних даних ті розробці проєктно-кошторисної документації об'єктів житлово-цивільного та комунального призначення;
- розробку проєктів реконструкції та перепрофілювання об'єктів соціальної сфери, визначення технічного стану існуючих будівель, рекомендація по їх посиленню;
- проєктування всіх видів інженерних мереж, транспортних магістралей та комунальних споруд;
- виконання усіх видів геодезичних, інженерно-геологічних та геофізичних вишукувань в будівництві;
- експертизу та оцінку майна державних підприємств, що підлягають приватизації; визначення початкової вартості незавершеного будівництва, оцінку земельних ділянок під об'єкти, що приватизуються;
- проєктний менеджмент, спільну роботу з зарубіжними партнерами, впровадження нових технологій та передових досягнень у галузі будівництва.

Публі́чне акціоне́рне товари́ство «Київпрое́кт» — проєктно-дослідницький комплекс, який об'єднує три проєктні та дослідні інститути, два дочірні підприємства, Управління «Київпроект-6», 20 архітектурних майстерень, 4 конструкторські та 16 інженерних відділів. Посідає лідируюче місце серед проєктних організацій Києва по реалізації соціального замовлення населення.
Найближчим часом з розширенням сфери діяльності «Київпроекту» планується утворення дочірніх підприємств «Київпроектреконструкція» і «Київпроектреставрація» та науково-дослідного відділення.
На базі оновленого «Київпроекту» передбачається організація Асоціації проєктних організацій міста Києва з наданням повної господарської самостійності його структурним підрозділам та залученням до спільної діяльності персональних творчих майстерень.Втім, у 2005—2009 роках навколо інституту «Київпроект» розгорілося декілька корупційних скандалів, пов'язаних, як вважають, з політикою міського голови Києва Л.Черновецького. Крім того, співробітників відділу Генерального плану звинувачують у планах щодо знищення зелених насаджень, руйнуванні історичних будівель в місті, приховуванні інформації про незадовільний стан підземних комунікацій.
Наприкінці 2011 р. відбулася спроба рейдерського захоплення будівлі «Київпроекту». Через суд було усунуто декілька керівників акціонерного товариства.
Голова правління — Любоченя Андрій Володимирович (2013).